# トトメス1世
トトメス1世（Thutmose I、在位：紀元前1524年 - 1518年、あるいは紀元前1506年 - 1493年）は、古代エジプト第18王朝の第3代ファラオ（王）。

## 概要
誕生名「トトメス」（Thutmose）の意味は「（月神）トートの造りしもの、トートに生み出されしもの」。即位名「アアケペルカラー」（Akheperkare）の意味は「偉大なるは（太陽神）ラーの魂」。
優秀な軍人で、エジプトがオリエントの一大強国に飛躍する礎を築いた王として知られる。

## 生涯

### 出自
先王アメンホテプ1世との間に血縁関係はなく、正確な出自は分かっていない。
アメンホテプ1世はミイラの調査結果から30代半ばと推定されている一方、先王の約12年後に崩御したトトメス1世の死亡推定年齢は50代半ばと高いため、両者が親子関係にあったと断定するのは困難なものがある。
母のセンセネブには王家直系の女子に付与される「王の娘」という称号が無いため、やはり王族の出身ではなかったと考えられている。
また、アメンホテプ1世の娘イアフメスと結婚したことで後継者としての地位を得たとする説が一時は広く浸透していたが、イアフメスにも「王の娘」の称号がない上、トトメス1世がアメンホテプ1世崩御のはるか以前から後継者に定められていた事を示唆する碑文も見つかっているため、この説も確定的ではない。
二人の長子で後に軍司令官を務めたアメンメセスが父王の即位よりも前に生まれていた可能性が高いことも、トトメス1世夫婦とアメンホテプ1世の間に血の繋がりがなかったとする説をより強いものにしている。
対して二番目の王妃でトトメス2世の母親であるムトネフェレトは｢王の娘｣の称号を所有していた事が判明しているため、むしろこちらがアメンホテプ1世の姉妹であり、彼女との結婚によって王家に婿入りした可能性が高い。
父親の名前も不明だが、有力な一説ではタア2世の息子でイアフメス1世の兄弟であったイアフメス・サペアの息子とも言われている。これが事実であれば先王の従兄弟だったということになる。しかしイアフメス・サペアには夭逝した可能性もあるため確定的ではない。

### 治世
優秀な軍人であり、シリア、ヌビアへの遠征軍を指揮して信頼を勝ち取り、その後、アメンホテプ1世の絶大な信頼を受けて共同統治者として実績を積み、各方面に遠征を行って領土を拡大し第18王朝の最初の絶頂期を現出させた。
宗教政策ではアメンホテプ1世によって後ろ盾としてつけられたアメン神官団と良好な関係を維持し、カルナックのアメン大神殿の造営を継続するなどしている。二代にわたるファラオの後援を得て、この時代以降アメン神官団の権力は飛躍的に拡大していくことになる。

## 埋葬
彼のものと思われるミイラは、KV35号墓と同じく王家のミイラの収容場所として使われていたデイル・エル・バハリ(墓番号DB320またはTT320)から発見された。
しかしそのミイラに疑問を持つ声も大きい。理由は以下の通りである
・ミイラが王族の成人男性特有のポーズ(胸の前で腕をクロス)になっておらず、両手を下に下ろしている。両手は切り落とされ股間に置かれていた。(ただし、ミイラは18王朝の高級な作りであることから、王族の1人であることは間違いないと思われる)
・歯の摩耗具合などから、このミイラの死亡推定年齢は50歳ほどだが、このミイラの骨格はいくつか(50歳にしては)未発達な部分が多い。トトメス1世が身体障害や先天的病気を持っていたとする資料はないため、このミイラが彼のミイラと断定するのは難しいというもの。
・ミイラが本人のものでない理由は、再葬の際に取り違えたとする説が有力である。第21王朝のピネジェム1世と外見が良く似ており、取り違えた可能性が生じている。
　このミイラ論争の前にも、トトメス1世のミイラは混同されていたことがあるため、未だに正確な答えはでていない。

研究の結果、このミイラはヌビア人の外見的特徴を全て持っていることが判明した。